# Prak Sokhonn

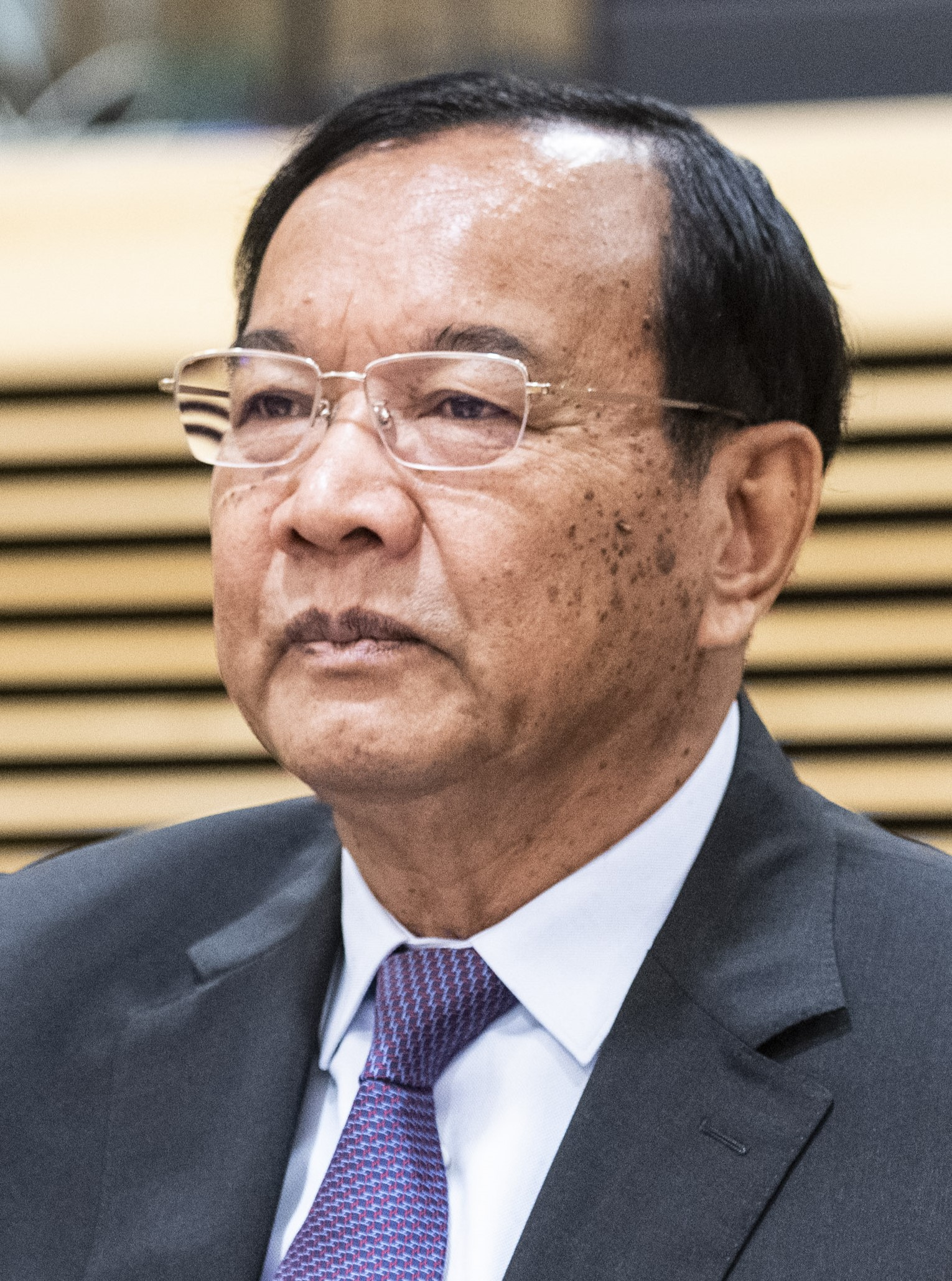
Prak Sokhonn (2022)

Prak Sokhonn (Khmer: ប្រាក់ សុខុន; * 3. Mai 1954 in Phnom Penh) ist ein kambodschanischer Politiker der Kambodschanischen Volkspartei. Seit dem 5. April 2016 ist er Außenminister Kambodschas.

## Leben

### Karriere

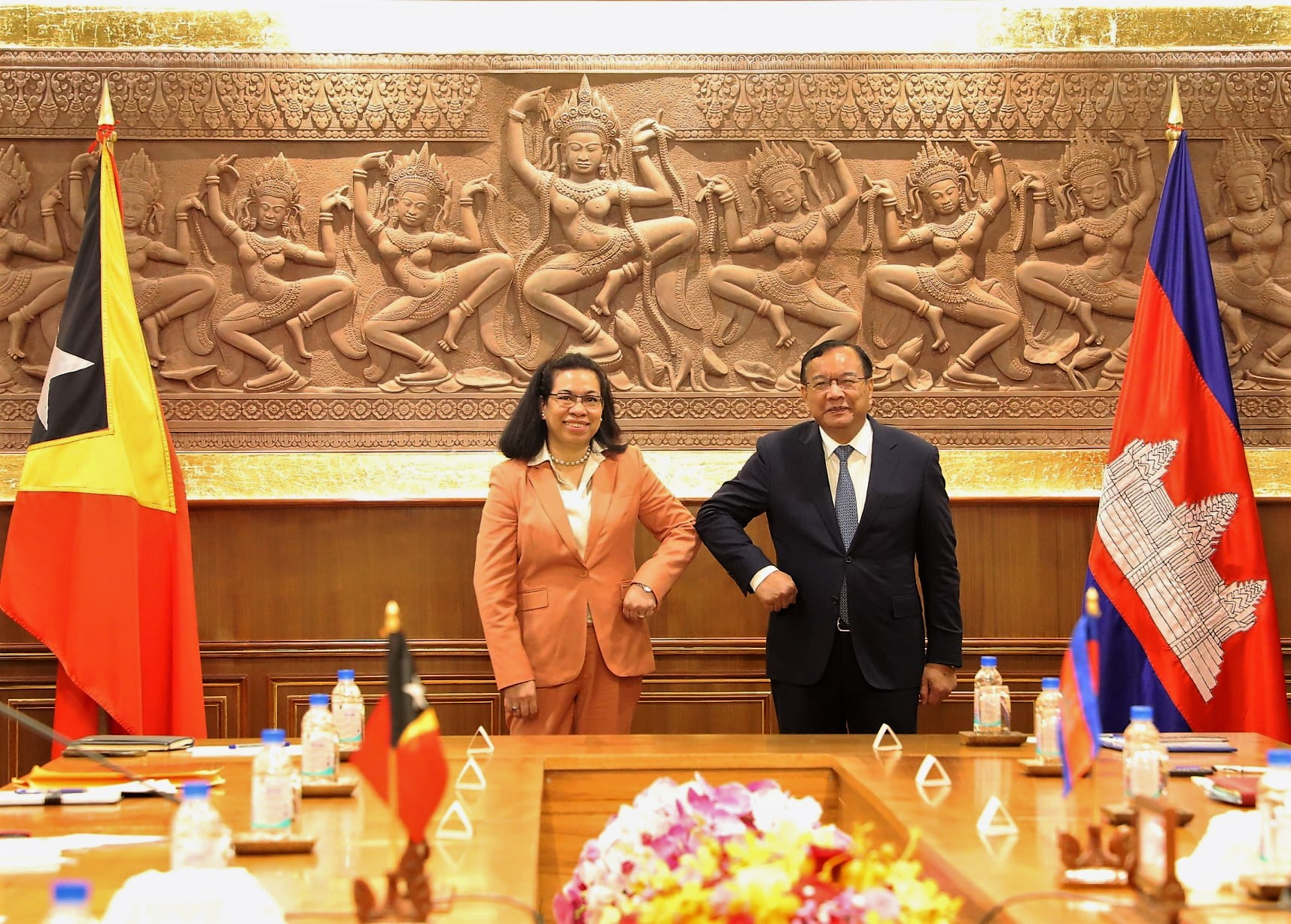
Adaljíza Magno und Prak Sokhonn im Außenministerium Kambodschas

Prak Sokhonn besuchte unter anderem Schulen in Ungarn und Frankreich. Zwischen 1972 und 1975 studierte er Rechtswissenschaften an der Royal University of Phnom Penh. 1979 trat er in die Armee ein. Dort arbeitete er bis 1992 für die Militärzeitung. Im Jahr 1993 war Sokhonn als Sprecher der Königlichen Streitkräfte Kambodschas tätig. In dieser Zeit erreichte er den Rang eines 4-Star General. Parallel erhielt er 1993 an dem Institut international d'administration publique in Paris ein Diplom im Fach Internationale Beziehungen. Zwischen 1993 und 1998 war er Berater für die kambodschanischen Premierminister Norodom Ranariddh und Ung Huot. 1999 war Sokhonn akkreditierter Botschafter in Belgien, Dänemark, Finnland, Frankreich, den Niederlanden, Österreich, Schweden, für die Europäische Union und die Vereinten Nationen. Im Anschluss studierte er erneut in Paris am Centre d'Etudes Diplomatiques et Stratégiques und schloss dieses 2001 ebenfalls mit einem Diplom ab. 2003 war er Berater für den Premierminister Hun Sen und zeitgleich auch stellvertretender Generalsekretär der kambodschanischen Regierung. Im Jahr 2004 folgte eine Tätigkeit als Secretary of State des Ministerrates. Zwischen 2009 und 2013 erfüllte Sokhonn erneut die Funktion des Secretary of State, war Minister im Dienste des Premierministers und Vizepräsident der Cambodian Mine Action und Victim Assistance Authority. Letztgenannte Funktion behielt er bis 2016. Im Dezember 2011 war er zudem Präsident der elften Konferenz des Übereinkommen über das Verbot des Einsatzes, der Lagerung, der Herstellung und der Weitergabe von Antipersonenminen und über deren Vernichtung. Am 24. September 2013 wurde er als Nachfolger von So Khun zum Minister für Post und Telekommunikation ernannt. Dieses Amt hielt er bis zum 4. April 2016 inne. Am nachfolgenden Tag wurde er zum Außenminister berufen.

### Auszeichnungen
- Kambodschanische Medal for Merit
- Königlicher Orden von Kambodscha
- Medal of the National Defence and the Protection of Homeland
- Ehrenlegion

### Persönliches
Sokhonn spricht fließend Khmer, Französisch und Englisch. Sokhonn ist verheiratet und hat drei Kinder.